# Fény község
Fény község (románul: Comuna Foeni) község Temes megyében, Romániában. Központja Fény, hozzá tartozik Torontálkeresztes.

## Népessége
A 2011-es népszámlálás adatai alapján a község népessége 1737 fő volt.